# Fettjeåfallet
Fettjeåfallet – wodospad w zachodniej części Szwecji, w pobliżu miejscowości Klövsjö, w regionie Jämtland. Ma wysokość 60 metrów. Jest zasilany przez potok Storfettjeån. Można do niego dotrzeć poprzez dwukilometrowy szlak rozpoczynający się przy parkingu, około 5 km na północ od ośrodka narciarskiego w Klövsjö.